# 尼古拉·约尔加
尼古拉·约尔加（羅馬尼亞語：Nicolae Iorga，羅馬尼亞語發音：[nikoˈla.e ˈjorɡa]，1871年1月17日—1940年11月27日），是罗马尼亚王国时期的历史学家、评论家、作家和国家民主党政治家。约尔加曾于1931年4月19日至1932年6月6日期间担任罗马尼亚首相，他在晚年坚定的反对铁卫团的法西斯主张。1940年11月，他在旧特尔格绍鲁乡被铁卫团成员刺杀身亡。